# Serumløbet til Nome i 1925
Serumløbet til Nome var en redningsaktion i Alaska i 1925, der blev sat i værk da en difteri-epidemi i januar 1925, begyndte at brede sig til alle de yngste i byen Nome i Alaska. Det serum der kunne standse epidemien befandt sig i Anchorage, omkring 1.600 km borte, og det eneste fly der kunne få medicinen frem i tide havde en frossen motor, og kunne ikke starte.
Efter at have overvejet mulighederne grundigt, blev det besluttet at en hundeslæde skulle transportere medicinen. Et tog transporterede medicinen fra Anchorage til Nenana hvor al trafik blev indstillet pga. en voldsom snestorm med en temperatur på −53 °F og kraftige vinde. "Løbet" blev fulgt over hele verden.
Den længste strækning af løbet blev kørt af nordmanden, Leonard Seppala og hans hundeforspand anført af hunden Togo. De kom fra Nome og hentede medicinen i Nenana, og den blev senere givet videre til Gunnar Kaasen og hans forspand anført af Balto. Kaasen så ikke Balto som en specielt god førerhund, men Balto beviste sit værd da han reddede sit hold fra den visse død i Topkok floden. Balto formåede også at holde sig på sporet på tidspunkter hvor Kaasen indrømmede at han ikke kunne se en hånd for sig. Under snestormen nåede Kaasen og hans forspand ikke frem til det næste hold der skulle overtage transporten af medicinen i tide, så de måtte fortsætte dobbelt så længt, hvilket var, hvad der senere gjorde dem berømte. Den 2. februar 1925 førte Kaasen Balto og resten af sit hundeforspand ind i Nome med medicin til de syge børn i byen.

## Eksterne kilder og henvisninger
- Wikimedia Commons har flere filer relateret til Serumløbet til Nome i 1925
- Hundeløpet som reddet Alaska fra difteri dagbladet.no 07.03.2006